# La Higuera
La Higuera (hiszp. Drzewo Figowe) – wieś w Boliwii, w departamencie Santa Cruz.

## Geografia
Miejscowość oddalona jest ok. 150 km od Santa Cruz. Leży na wysokości 2160 m n.p.m.
Według danych spisu z 2001 roku miejscowość liczyła 119 mieszkańców, głównie Indian Guarani.

## Historia
8 października 1967 roku armia boliwijska i CIA schwytały tutaj Ernesto „Che” Guevarę. Żołnierze zamknęli w potrzasku rewolucjonistów w dolinie Quebrada del Churo. Ernesto „Che” Guevara został uwięziony w miejscowej szkole, gdzie został zastrzelony przez porucznika Mario Terána.
Pomnik „El Che” i pomnik w byłym budynku szkolnym są główną atrakcją turystyczną miejscowości. La Higuera to ostatni przystanek na Ruta del Che – szlaku Che Guevary.